# Theodore Hook
Theodore Edward Hook, född den 22 september 1788, död den 24 augusti 1841, var en engelsk romanförfattare.
Hook uppträdde redan 1805 som författare och vann snart prinsregenten Georgs gunst. Denne gav honom 1812 skattmästarämbetet på Mauritius, men på grund av en underordnad tjänstemans oredlighet fick han underskott i kassan och ådömdes att ersätta kronans förlust med 12 000 pund sterling. Under processen var han redaktör för den ultratoryistiska tidskriften John Bull. Efter rättegångens slut sattes han en tid i bysättningshäkte.
Hook gav ut romanerna Sayings and Doings (1824–28), Maxwell (1830), The Parson’s Daughter (1833), Love and Pride (1833), Jack Brag (1837), Births, Deaths and Marriages (1839) och Cousin Geoffrey, the Old Bachelor (1840). År 1836 övertog han redaktionen av New Monthly Magazine, för vilken han skrev Gilbert Gurney och Gurney Married.